# Pyrrhura frontalis
Pyrrhura frontalis là một loài chim trong họ Psittacidae.